# 昭和天皇実録
『昭和天皇実録』（しょうわてんのうじつろく）は、宮内庁書陵部編修課により編纂された昭和天皇の伝記（実録）である。実録としては初めて口語体が用いられた。

## 概要
編纂作業は1990年（平成2年）4月から16年計画で始まり、新資料の発見などにより1998年には完成予定を5年延長し2011年3月に、2010年11月5日には更に3年延長し2014年3月までにと、2度計8年の延長を経て2014年（平成26年）8月に24年5か月かけて完成した。同年8月21日に正本と副本が天皇皇后（現上皇上皇后）に奉呈されている。目次・凡例の1冊を含む全61冊1万2,137ページのB5版の和製本で、編年体で編纂された。公刊本は索引1冊を含む全19冊。編纂費用は人件費を除き約2億3,000万円。
当初、宮内庁は公開の予定はないとしていたが、2014年1月9日に情報公開請求があれば全文を開示する方針を示し、完成後の2014年9月9日から11月30日にかけて公表されている。『大正天皇実録』では、2002年（平成14年）から2011年（平成23年）にかけて4回に分けて公開された時、病歴や学業成績を中心とした個人情報の部分が黒塗りにされ問題視されたが、昭和天皇実録では病歴や学業成績などの個人情報が記載されていないため、黒塗りなしで全面公開されている。公刊本の出版事業者は2014年9月から始まった公募による入札で、2014年10月10日に14業者の中から東京書籍株式会社が選定され、2015年3月27日から2019年3月28日にかけて出版された。

## 編集の経過
編纂開始時の宮内庁書陵部には、近現代史の専攻者が少なかったため、当初は必要な人材を集めることだった。書陵部の職員5人と外部の研究者ら計25人で編纂作業が始まり、職員数は最多だった1992年度（平成4年度）に正職員21人と非常勤職員13人の計34人、2011年5月の時点で16人となっており、累計で112人がこの事業に携わった。
担当者が集められた後、編纂方針について議論が交わされ、歴史的事績に触れた「明治天皇紀」と同様のものをという意見もあったが、1990年4月に書陵部編修課長米田雄介により「昭和史ではなく、昭和天皇の生涯の言動を確実な記録・文書を基に叙述することに徹する」との方針が定められた。これは米田編集課長の「役所の一組織が歴史を評価するべきではなく、歴史は実録を読んだ人が書くもので、我々はその根拠となるものを作るべき」との考えに基づくものだという。
作業は各年代ごとに4つの班に分けられ、各班がそれぞれ1901年（明治34年）から1928年（昭和3年）、1929年（昭和4年）から1945年（昭和20年）、1946年（昭和21年）から1966年（昭和41年）、1967年（昭和42年）から1989年（昭和64年）までの4つを担当し、編修課長が全体を統括した。1998年12月時から実録執筆が始まったという。
編纂にあたり、宮内庁内の各所に点在していた「侍従日誌」、侍医の「拝診録」、海外要人らとの「外賓接待録」などの文書の整理から始められた。各自治体に残る「行幸啓録」や外務省外交史料館、防衛庁（現防衛省）防衛研究所、国立国会図書館憲政資料室、憲政記念館などで外交軍事資料を集め、また海外出張もアメリカ、イギリス、ベルギーに計5回行い、昭和天皇の元側近の手帳などの非公的記録も集め、元侍従ら約50人からの聞き取りも行い、最終的に収集した資料は3,152件に上った。
新資料は約40件に上り、侍従長だった百武三郎の「百武三郎日記」9冊と手帳約30冊・関連書類からなる「百武三郎関係資料」などが親族から提供されている。また、焼失したとされていた資料が見つかり、再調査が必要になったこともあったという。
ただ、全ての資料が網羅されているわけではなく、編纂終了後の令和になった2019年8月19日に、田島道治初代宮内庁長官による昭和天皇との面会内容を記した「拝謁記」の存在が、田島長官の遺族から資料を提供されたNHKにより明らかとなったが、かつては「田島メモ」とも呼ばれていた「拝謁記」は田島家が長らく開示を拒否し、宮内庁にも開示していなかったこともあって、実録の内容には反映されていない。実録では、昭和天皇が戦後に退位の意向を一貫して示さなかった内容になっているが、「拝謁記」では退位について繰り返し述べるなど、実録とは異なる部分もあり、宮内庁は拝謁記の内容について検証は困難としている。また、2000年に香淳皇后が崩御した際に身辺から昭和天皇の日記が見つかったが、「亡き天皇のお忘れ物」として皇后の武蔵野東陵に埋められたとされている。

## 内容・新事実
昭和天皇が神前で戦勝を祈願した、大正時代のものも含む11の御告文（おつげぶみ）及び御祭文（ごさいもん）の原文が初めて掲載されている。昭和天皇の幼少期の手紙や作文も掲載され、1925年（大正14年）1月22日に鼻炎治療の手術を受けたこと、側近の「拝聴録」に未知の部分があったことなどが明らかとなった。
また、ポツダム宣言を受諾した、いわゆる「ご聖断」を下した御前会議の開始日時が、これまで1945年（昭和20年）8月9日午後11時説、同年8月9日午後11時50分説、同年8月10日未明説など諸説あったが、実録の記述により1945年（昭和20年）8月10日午前0時3分だったことがわかった。
ただ、実録には歴史的な定説を覆すような内容は含まれていないとされている。

## 平成の天皇（現上皇）の反応
昭和天皇実録の天皇皇后（現上皇上皇后）への奉呈は、2014年（平成26年）8月21日午後2時に皇居御所で行われた。この際、風岡典之宮内庁長官が実録編纂の経緯や奉呈本の概要などを説明し、これに対し天皇は「実録が完成したことをうれしく思う。」などと述べ、編纂関係者を労ったという。また、2014年12月19日に皇居宮殿・石橋の間で行われた天皇誕生日に際する記者会見の席上で「完成までの苦労には計り知れないものがあったと察しています。携わった関係者の努力に深く感謝しています。これから折にふれ、手にとり、御事蹟に触れていくことになると思います。このことは大変に困難な時代を歩まれた昭和天皇を、改めておしのびするよすがになろうと思っています。」と述べている。

## 誤りの発覚
2014年10月23日には天皇（現上皇）の指摘により、昭和天皇の御製の月日と場所の情景を誤っていたことが判明した。その後、2019年3月14日に行われた山本信一郎宮内庁長官による定例会見で、天皇皇后に奉呈された原本や、報道機関などに提供した電子データの内容に約5,000か所の誤りが見つかったことが明らかになった。2015年3月以降、一般向けの公刊本が東京書籍から出版されるのに伴う確認作業の過程で判明したもので、大半は出版時に訂正したものの、出版後も数十か所の誤りが見つかっており、正誤表を作成するとしている。
人名、地名、日時などの誤字脱字、昭和天皇の発表当初の御製ではなく推敲後の歌を誤って掲載したり、資料の誤用や新資料により内容に疑義が生じたものもあった。史実に大きな影響を与える歴史的に重大な誤りはないという。
その後、宮内庁は2021年7月20日に、先の約5,000か所の誤りを公表した際に保留としていた部分の確認を行い、肩書や名称等が正式表記でない箇所も誤りと判断したため、新たに2,200か所を誤りとして追加し、合計で7,254か所の誤りがあったとして正誤表を公表している。修正が行われた公刊本でも157か所の誤りが見つかり、出版元の東京書籍が正誤表を公開している。

## 書誌
- 『昭和天皇実録』宮内庁 編集、全19冊、東京書籍、2015年3月27日 - 2019年3月28日
  - 第一（明治34年 - 大正2年）ISBN 978-4-487-74401-5 全724頁 2015年3月27日
  - 第二（大正3年 - 大正9年）ISBN 978-4-487-74402-2 全676頁 2015年3月27日
  - 第三（大正10年 - 大正12年）ISBN 978-4-487-74403-9 全996頁 2015年9月28日
  - 第四（大正13年 - 昭和2年）ISBN 978-4-487-74404-6 全856頁 2015年9月28日
  - 第五（昭和3年 - 昭和6年）ISBN 978-4-487-74405-3 全952頁 2016年3月30日
  - 第六（昭和7年 - 昭和10年）ISBN 978-4-487-74406-0 全872頁 2016年3月30日
  - 第七（昭和11年 - 昭和14年）ISBN 978-4-487-74407-7 全916頁 2016年3月30日
  - 第八（昭和15年 - 昭和17年）ISBN 978-4-487-74408-4 全884頁 2016年9月29日
  - 第九（昭和18年 - 昭和20年）ISBN 978-4-487-74409-1 全952頁 2016年9月29日
  - 第十（昭和21年 - 昭和24年）ISBN 978-4-487-74410-7 全960頁 2017年3月28日
  - 第十一（昭和25年 - 昭和29年）ISBN 978-4-487-74411-4 全784頁 2017年3月28日
  - 第十二（昭和30年 - 昭和34年）ISBN 978-4-487-74412-1 全720頁 2017年3月28日
  - 第十三（昭和35年 - 昭和39年）ISBN 978-4-487-74413-8 全752頁 2017年9月30日
  - 第十四（昭和40年 - 昭和44年）ISBN 978-4-487-74414-5 全752頁 2017年9月30日
  - 第十五（昭和45年 - 昭和48年）ISBN 978-4-487-74415-2 全792頁 2017年9月30日
  - 第十六（昭和49年 - 昭和53年）ISBN 978-4-487-74416-9 全784頁 2018年3月30日
  - 第十七（昭和54年 - 昭和58年）ISBN 978-4-487-74417-6 全688頁 2018年3月30日
  - 第十八（昭和59年 - 昭和64年）ISBN 978-4-487-74418-3 全780頁 2018年3月30日
  - 人名索引・年譜（約2万2千名の人名索引と詳細な年譜）ISBN 978-4-487-74419-0 全587頁 2019年3月28日